# Gare de Rassuen
Gare de Rassuen vasútállomás Franciaországban, Istres településen.

## Vasútvonalak
Az állomást az alábbi vasútvonalak érintik:
- Ligne de la Côte Bleue

## Kapcsolódó állomások
A vasútállomáshoz az alábbi állomások vannak a legközelebb:
- Gare de Fos-sur-Mer
- Gare d’Istres